# Gallus August Suter
Gallus August Suter (* 20. Juni 1829 in Krummenau; † 13. September 1901 in St. Gallen; heimatberechtigt in Krummenau) war ein Schweizer Jurist und Politiker aus dem Kanton St. Gallen.

## Leben
Gallus August Suter wurde als Sohn des Pfarrers Gallus Suter und der Anna Maria Metzger geboren. Er war zweimal verheiratet: 1856 mit Maria Hermine Bleiker und 1865 mit Maria Hedwig Bleiker.
Nach einem Studium der Rechte begann er seine berufliche Laufbahn als Gemeinderatsschreiber in Lichtensteig. Von 1858 bis 1860 war er Redaktor des Toggenburger Boten. Ab 1860 arbeitete er als Anwalt in St. Gallen und war von 1864 bis 1867 Kassationsrichter.
In der Politik engagierte er sich von 1867 bis 1890 als St. Galler Kantonsrat und von 1889 bis 1890 als Verfassungsrat. Zudem gehörte er, als Nachfolger des verstorbenen Paravizin Hilty, von 1866 bis 1869 sowie von 1884 bis 1890 dem Nationalrat an, wobei er zunächst der demokratischen Linken und später den gemäßigt Radikal-Demokratischen angehörte. Im Jahr 1890 war er Nationalratspräsident.
In den 1860er Jahren war Suter eine führende Figur der demokratischen Jungen Schule und schloss sich ab 1880 dem freisinnigen Flügel der Liberalen an. Neben seiner politischen Tätigkeit widmete er sich der Rechtswissenschaft: 1866 verfasste er eine sankt-gallische Zivilrechtspflege und entwarf ein kantonales Vormundschaftsgesetz.